# Chota Abachidzé
Pour les articles homonymes, voir Abachidze.
Chota Abachidzé (შოთა აბაშიძე en géorgien) est un danseur, enseignant et chorégraphe, né le 15 mai 1915 à Tchiatoura, en Géorgie, à l'époque dans l'Empire russe, et mort le 12 juillet 1995 à Paris dans le XVe arrondissement. 

## Biographie
Appelé par l'Armée rouge, il est fait prisonnier par l'Armée allemande sur le front de l’Est en 1942 et déplacé en France.
Libéré de ses obligations militaires, et échappant au retour obligatoire en URSS, il s'intègra à l'émigration politique géorgienne des années 1920 et transmit son savoir concernant les danses traditionnelles géorgiennes,, notamment le dimanche matin, dans le studio Vavin . Il produisit des spectacles avec ses élèves lors des manifestations communautaires au Cercle militaire de Paris.
Il travailla avec Serge Lifar et monte le ballet Chota Roustavéli, créé par Yvette Chauviré et Janine Charrat avec les Ballets de Monte-Carlo : René Gruau en fait l'affiche en 1946. Il croisa la route de George Skibine, créant le ballet Le Prisonnier du Caucase, dansé par Marjorie Tallchief et Wladimir Skouratoff avec le ballet du marquis de Cuevas
Il est inhumé au carré géorgien du cimetière de Leuville-sur-Orge.

## Hommages
Le 2 février 2012, Othar Pataridzé, ancien président de l'Association géorgienne en France diffuse une vidéo en hommage à trois Géorgiens émigrés en France, dont Chota Abachidzé, qui avaient formé durant les années 1940 et 1950 la deuxième génération d'origine géorgienne aux danses et chants nationaux. 
Le 28 janvier 2019, Simone Tortoriello, sociologue, responsable de la recherche socio-ethnographique de l’association Île du Monde, rend hommage auprès du Ministère de la Culture à deux Géorgiens de Paris, dont Chota Abachidzé, pour leurs rôles dans la transmission des danses nationales durant les années 1940 et 1950 (mémoire intitulé Inventaire du patrimoine culturel immatériel / Les danses géorgiennes en Île-de-France).